# 坂本龍之介 (子役)
 坂本 龍之介 （さかもと りゅうのすけ、2008年11月26日 - ）は、日本の子役。CAROTTE所属。

## 人物
- 趣味: 天体観測
- 特技: 料理
- B・W・H[注 2]: 67cm/60cm/74cm
- Shoes: 25cm

## 出演
太字は主演、もしくは、メインキャラクター。

### テレビドラマ
- チェイス2 第2話（Amazonプライム） - 圭太 役
- ひみつ×戦士 ファントミラージュ! 第35話（2019年12月1日、テレビ東京）
- 二月の勝者-絶対合格の教室-（2021年10月16日〜12月18日、日本テレビ） - 黒田翼 役[2]
- 二月の勝者～胸騒ぎの自習室～（2021年11月20日,12月28日〜、hulu）[注 3] - 黒田翼 役[3]
- 相棒 season21 第20,21話（2023年3月8日〜3月15日、テレビ朝日） - 野口十海人 役[4][5]

### CM
- ソフラン・アップリケ（2014年3月20日〜(2クール)、LION）
- ハッピーセット・トムとジェリー篇（2014年6月19日〜7月20日、日本マクドナルド）
- チャレンジ1年生（2015年2月13日〜(1クール)、ベネッセ）
- ハッピーセット・トミカ・スーパークールアングル篇（2015年4月21日〜(1ヶ月)、日本マクドナルド）
- ポッキー～シェアハピ・ダンス篇～（2015年9月1日〜(1年)、グリコ）
- ハッピーセット・ニンニンジャー篇（2015年9月18日〜(3週)、日本マクドナルド）
- アルバイトEX"王様篇"（2016年3月15日〜(1クール)）
- Be the change（2016年3月19日〜(1年)、三井不動産）
- ハッピーセット・ふなっしーがやって来た篇（2016年9月16日〜(1ヶ月)、日本マクドナルド）
- ハッピーセット・ドラゴンボール超篇（2017年5月9日〜(1ヶ月)、日本マクドナルド）
- アンリミティブ（2020年3月20日〜(2クール)、バンダイ）

### テレビ番組
- ニャンちゅうワールド放送局（2016年、Ｅテレ） - ニャルキッズ[注 4]
- ほんとうにあった怖い話・夏の特別編2017（2017年8月19日、フジテレビ） - ほん怖クラブメンバー[6]
- 日本人の3割しか知らないこと くりぃむしちゅーのハナタカ!優越館 第105回（2018年5月17日、テレビ朝日）
- キスマイどきどきーん（2019年、dTV）

### その他
- しまじろうのわお!（2014年、ベネッセ、Video Package）
- ランアンドラン（2016年〜、KANA-BOON、MV）
- 進研ゼミプラス小学生講座～ママの映画を作ろう～（2017年1月24日〜(1クール)、ベネッセ、web）
- キスマイ戦隊メモレンジャー（2019年、dTV (NTTドコモ)、）
- 唐人街探偵（2019年、webドラマ）
- 今日からやろう お手伝いはわたしの仕事（2020年3月〜、汐文社、本）
- 消費者教育DVD～考えよう私たちの消費生活～（2020年、全日本教職員組合）
- 企業＆商品CM（2022年、東京ガス、ラジオCM）